# Stanislav Kolda
Stanislav Kolda (* 26. února 1957) byl český a československý politik Komunistické strany Československa a poslanec Sněmovny lidu Federálního shromáždění za normalizace. Po roce 1989 komunální politik za KSČM.

## Biografie
K roku 1986 se uvádí jako opravář zemědělských strojů. Ve volbách roku 1986 zasedl za KSČ do Sněmovny lidu (volební obvod č. 51 – Tachov-Plzeň-sever, Západočeský kraj). Ve Federálním shromáždění setrval do konce funkčního období, tedy do svobodných voleb roku 1990. Netýkal se ho proces kooptací do Federálního shromáždění po sametové revoluci.
Politicky se angažoval i po sametové revoluci. V komunálních volbách roku 1994 byl zvolen do zastupitelstva obce Lesná za KSČM. Mandát obhájil v komunálních volbách roku 1998 (profesně uváděn jako opravář). Neúspěšně za KSČM kandidoval v komunálních volbách roku 2002, komunálních volbách roku 2006 i komunálních volbách roku 2010 (uváděn coby vedoucí údržby a vedoucí provozního oddělení).